# Дора Винарова
Дора Винарова е българска режисьорка на документални филми.

## Биография
Родена в Русе на 29 август 1926 г. Завършила гимназия през 1945 г. в Плевен. През 1954 г. Завършва операторско майсторство в Държавното киноучилище в София. Работи като оператор в Студия за научнопопулярни филми в София, а от 1959 до 1982 година – като режисьор в Студията за хроникални и документални филми и Студията за телевизионни филми „Екран“.
Дора Винарова е режисьор на десетки кинопрегледи и документални филми, като на много от тях е и автор на сценариите.
През 1967 година печели „Сребърна роза“ на кинофестивала във Варна за късометражния филм „Импровизация“ – за джаз квартета на Милчо Левиев „Джаз-фокус 65“, музикална филмова импресия, която по същество е един от първите музикални клипове. През 1971 година филмът „Гигант край Дунава“ е удостоен с грамота в раздела за късометражни рекламни филми на Международния кинофестивал във Венеция.
Повечето от филмите на Дора Винарова са документални импресии, които чрез изкуството на езика на киното разкриват с проникновение действителността и майсторски акцентират върху човешките ценности и красивото в живота. А създадените от нея филмови творби с историческа тематика, към които има особен афинитет, се отличават с дълбоко проучване на фактите, в тях има истински кинематографически открития от гледна точка на историческата истина и интерпретацията на историческите аргументи.

## Филмография
- „Продължаваща поема“ (съвместно с режисьора В. Мирчев) – 1966, пълнометражен, ч/б
- „Импровизация“-1967, късометражен, ч/б, „Сребърна роза“ за късометражен документален филм на Кинофестивала във Варна
- „Живият мост“- 1967, късометражен, ч/б
- „Лили Карастоянова“ – 1968, късометражен, ч/б
- „17 май 1876“ – 1968, „късометражен, ч/б
- „Отново заедно“ – 1968, „късометражен, ч/б
- „Ленинград“- 1968, „късометражен, ч/б
- „България в Москва“ – 1970, пълнометражен, цв.
- „Дни на възторг“ – 1970, късометражен, ч/б
- „Квартет Димов“	- 1970, късометражен, цв.
- „Гигант край Дунава“ – 1971, късометражен, цв. – грамота за късометражен рекламен филм от Международния кинофестивал във Венеция
- „Младостта на един завод“- 1971, късометражен, цв.
- „Борянка в зоопарка“ – 1971, късометражен, цв.
- „Чиста и приветлива“ – 1972, късометражен, ч/б
- „Мирът“ – 1973, пълнометражен, цв.
- „С „Орбита“ в орбита“ – 1974, късометражен, цв.
- „Една от предпоставките“ – 1975, късометражен, цв.
- „И пак тишина...“ – 1976, късометражен, ч/б
- „Пътя към българското съединение“ – 1977, среднометражен, ч/б
- „Съединението“ – 1978, среднометражен, ч/б
- „Към втората катастрофа“ – 1978, среднометражен, ч/б
- „Първа световна война“ – 1979, среднометражен, ч/б
- „Алтернативата“ – 1980, среднометражен, ч/б
- „Под знака на свастиката“ – 1981, среднометражен, ч/б
- „Финалът“ – 1981, среднометражен, ч/б
- Рекламни филми
- Кинопрегледи от 1959 до 1980 г.